# Atlético Mineiro
Clube Atlético Mineiro este un club de fotbal din Belo Horizonte, capitala statului brazilian Minas Gerais. Echipa evoluează în Campeonato Brasileiro da Série A

## Istoric
Clube Atlético Mineiro, cel mai vechi club de fotbal activ din Minas Gerais, a fost fondat la 25 martie 1908 de douăzeci și doi de studenți din Belo Horizonte. În ciuda faptului că are fondatori de clasă superioară, clubul și-a deschis imediat porțile jucătorilor din fiecare clasă socială, impunându-se ca un „club al poporului” și devenind al doilea cel mai susținut club din stat și al optulea cel mai susținut club din Brazilia. Mascota clubului, cocoșul, a fost puternic asociată cu Atlético încă de la introducerea sa în anii 1930. De-a lungul anilor, cuvântul Galo (portugheză pentru „cocoș”) a devenit o poreclă comună pentru clubul însuși. Echipamentul obișnuit de acasă al echipei cuprinde tricouri în dungi alb-negru, pantaloni negri și jambiere albe.
Atlético a câștigat Campeonato Mineiro de 49 de ori, un record al competiției. La nivel național, clubul a câștigat Campeonato Brasileiro de trei ori, în 1937, 1971 și 2021 și a terminat pe locul al doilea de cinci ori. De asemenea, a câștigat Copa do Brasil de două ori și Supercopa do Brasil și Copa dos Campeões Brasileiros o dată fiecare. În fotbalul internațional de club, Atlético a câștigat Copa Libertadores și Recopa Sudamericana o dată fiecare și de două ori Copa CONMEBOL, un record; echipa a ajuns și în alte trei finale continentale. Clubul a mai participat și în alte sporturi de-a lungul istoriei sale, departamentul de futsal având rezultate notabile.
Clubul își joacă meciurile acasă la Arena MRV, care are o capacitate operațională de 46.000 de spectatori. Construcția stadionului a început pe 20 aprilie 2020, inaugurarea sa a fost pe 15 aprilie 2023, iar primul său meci oficial a avut loc pe 27 august 2023.
Atlético are o rivalitate locală puternică cu Cruzeiro, numit Clássico Mineiro. Clubul are, de asemenea, o rivalitate locală cu América Mineiro și una interstatală cu Flamengo. Atlético are al șaselea cel mai valoros brand din Brazilia, în valoare de 515,5 milioane R$ (143 milioane EUR) începând cu 2016, a opta cea mai mare audiență de fotbal din Brazilia și ocupă locul șapte în țară în ceea ce privește cifra de afaceri, generând 244,6 milioane R$ (62,2 milioane EUR) în 2015.

## Palmares
| Mondial  | Mondial                       | Mondial | Mondial |
|          | Competiție                    | Titluri | Sezonul |
| -------- | ----------------------------- | ------- | --- |
|          | Copa Libertadores             | 1       | 2013 |
| Național |                               |         | |
|          | Competiție                    | Titluri | Sezonul |
|          | Campeonato Brasileiro Série A | 2       | 1937, 1971, 2021 |
|          | Copa do Brasil                | 2       | 2014, 2021 |
|          | Supercopa do Brasil           | 1       | 2022 |
| Statal   |                               |         | |
|          | Competiție                    | Titluri | Sezonul |
|          | Mineiro Campionatul de stat   | 49      | 1915, 1926, 1927, 1931, 1932, 1936, 1938, 1939, 1941, 1942, 1946, 1947, 1949, 1950, 1952, 1953, 1954, 1955, 1956, 1958, 1962, 1963, 1970, 1976, 1978, 1979, 1980, 1981, 1982, 1983, 1985, 1986, 1988, 1989, 1991, 1995, 1999, 2000, 2007, 2010, 2012, 2013, 2015, 2017, 2020, 2021, 2022, 2023, 2024. |

## Jucători

### Lotul actual
La 29 martie 2025.
| Nr. |           | Poziție | Jucător                             |
| --- | --------- | ------- | ----------------------------------- |
| 1   | Brazilia  | P       | Gabriel Delfim                      |
| 2   | Brazilia  | F       | Natanael                            |
| 4   | Brazilia  | F       | Lyanco                              |
| 6   | Paraguay  | F       | Júnior Alonso                       |
| 7   | Brazilia  | A       | Hulk (căpitan)                      |
| 8   | Argentina | M       | Fausto Vera                         |
| 10  | Brazilia  | M       | Gustavo Scarpa                      |
| 11  | Brazilia  | M       | Bernard                             |
| 13  | Brazilia  | F       | Guilherme Arana                     |
| 14  | Brazilia  | F       | Vitor Hugo (împrumutat de la Bahia) |
| 16  | Brazilia  | F       | Igor Rabello                        |
| 17  | Brazilia  | M       | Igor Gomes                          |
| 19  | Brazilia  | A       | João Marcelo                        |
| 20  | Brazilia  | M       | Patrick                             |
| 21  | Ecuador   | M       | Alan Franco                         |

| Nr. |           | Poziție | Jucător                                    |
| --- | --------- | ------- | ------------------------------------------ |
| 22  | Brazilia  | P       | Everson                                    |
| 23  | Chile     | F       | Iván Román                                 |
| 25  | Brazilia  | M       | Gabriel Menino                             |
| 26  | Argentina | F       | Renzo Saravia                              |
| 28  | Argentina | A       | Tomás Cuello                               |
| 30  | Columbia  | A       | Brahian Palacios                           |
| 31  | Brazilia  | P       | Robert                                     |
| 32  | Brazilia  | P       | Gabriel Átila                              |
| 33  | Brazilia  | A       | Rony                                       |
| 37  | Brazilia  | A       | Júnior Santos                              |
| 38  | Brazilia  | F       | Caio Paulista (împrumutat de la Palmeiras) |
| 39  | Brazilia  | A       | Caio Maia                                  |
| 42  | Brazilia  | A       | Cadu                                       |
| 44  | Brazilia  | M       | Rubens                                     |
| 47  | Brazilia  | F       | Rômulo                                     |